# Камачал-е-Паїн-Махале
Камачал-е-Паїн-Махале (перс. كماچال پائين محله) — село в Ірані, у дегестані Кісом, у Центральному бахші, шагрестані Астане-Ашрафіє остану Ґілян. За даними перепису 2006 року, його населення становило 306 осіб, що проживали у складі 97 сімей.

## Клімат
Середня річна температура становить 14,65 °C, середня максимальна – 28,60 °C, а середня мінімальна – 0,16 °C. Середня річна кількість опадів – 1179 мм.
| Клімат поселення                              | Клімат поселення | Клімат поселення | Клімат поселення | Клімат поселення | Клімат поселення | Клімат поселення | Клімат поселення | Клімат поселення | Клімат поселення | Клімат поселення | Клімат поселення | Клімат поселення | Клімат поселення |
| Показник                                      | Січ.             | Лют.             | Бер.             | Квіт.            | Трав.            | Черв.            | Лип.             | Серп.            | Вер.             | Жовт.            | Лист.            | Груд.            |                  |
| Середній максимум, °C                         | 8,87             | 9,28             | 11,84            | 17,76            | 21,80            | 25,52            | 28,60            | 28,31            | 25,18            | 21,11            | 16,47            | 12,30            |                  |
| Середня температура, °C                       | 4,51             | 4,92             | 7,49             | 13,39            | 17,40            | 21,20            | 24,42            | 24,13            | 21,01            | 16,91            | 12,29            | 8,10             |                  |
| Середній мінімум, °C                          | 0,16             | 0,57             | 3,13             | 9,04             | 13,08            | 16,82            | 20,23            | 19,94            | 16,82            | 12,73            | 8,09             | 3,90             |                  |
| Норма опадів, мм                              | 113              | 93               | 87               | 46               | 46               | 33               | 33               | 62               | 136              | 213              | 176              | 141              |                  |
| Середньомісячна швидкість вітру, м/с          | 2.40             | 2.50             | 2.46             | 2.41             | 2.40             | 2.64             | 2.65             | 2.33             | 2.14             | 2.10             | 2.02             | 2.17             |                  |
| Середньомісячна сонячна радіація, кДж/м²·день | 6963             | 9046             | 10963            | 15473            | 19695            | 21717            | 22252            | 18838            | 15325            | 10777            | 8601             | 6642             |                  |
| --------------------------------------------- | ---------------- | ---------------- | ---------------- | ---------------- | ---------------- | ---------------- | ---------------- | ---------------- | ---------------- | ---------------- | ---------------- | ---------------- | ---------------- |
| Джерело:                                      |                  |                  |                  |                  |                  |                  |                  |                  |                  |                  |                  |                  |                  |